# Nấm psilocybin

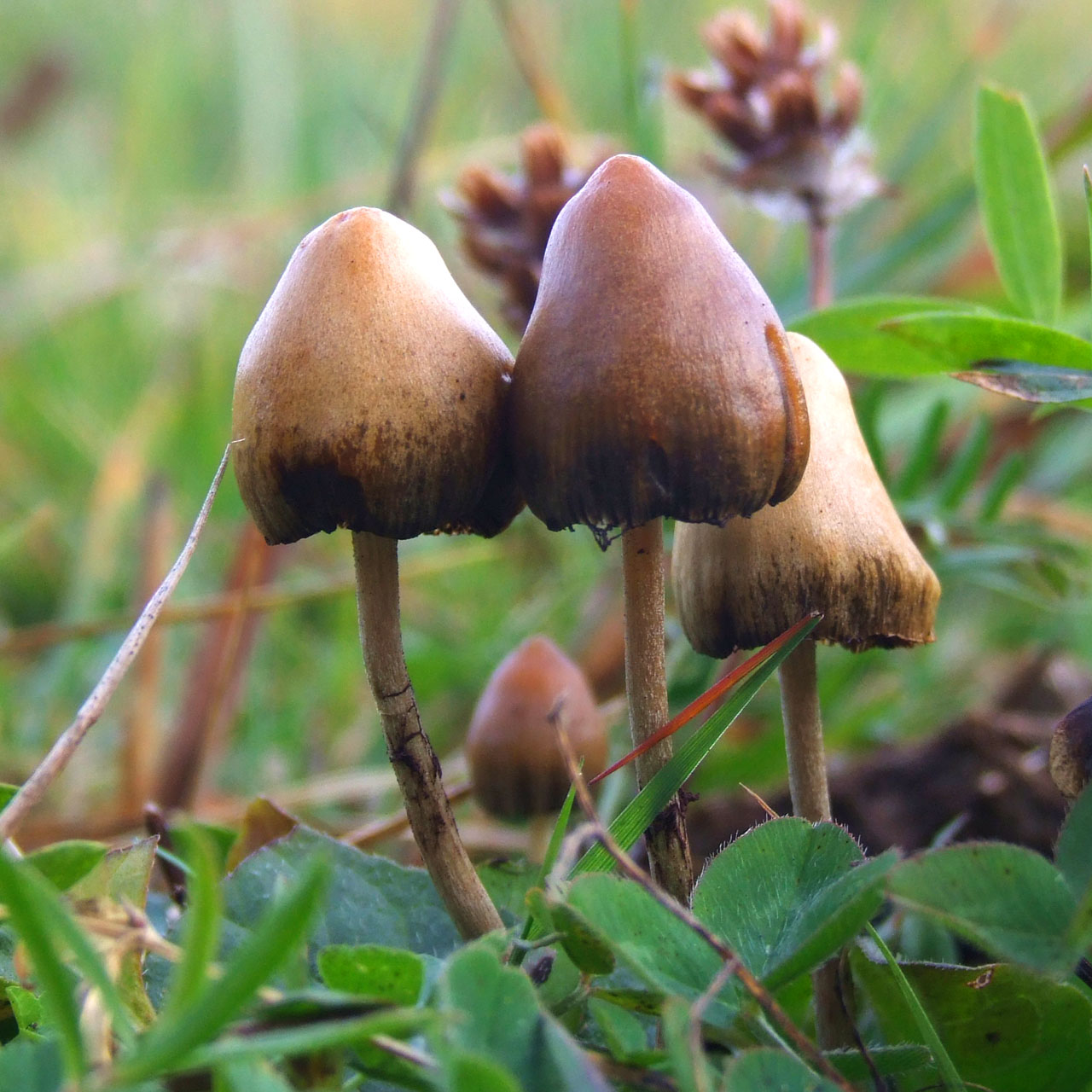
Psilocybe semilanceata

Nấm psilocybin, hay còn gọi là nấm ma thuật hoặc nấm ảo giác, là một nhóm trong nhóm đa ngành của nấm có chứa các chất psilocybin và psilocin.
Các giống sinh học có chứa nấm psilocybin bao gồm Copelandia, Gymnopilus, Inocybe, Panaeolus, Pholiotina, Pluteus và Psilocybe. Nấm psilocybin có thể đã được sử dụng trong các nghi lễ và tập tục tôn giáo cổ xưa. Chúng có thể được mô tả trong nghệ thuật đá thời kỳ đồ đá ở châu Phi và châu Âu, nhưng được thể hiện nổi tiếng nhất trong các tác phẩm điêu khắc và biểu tượng thời tiền Columbus được thấy trên khắp Trung và Nam Mỹ.

## Lịch sử

### Ban đầu
Nghệ thuật trên đá thời tiền sử gần Villar del Humo, Tây Ban Nha, đưa ra một giả thuyết rằng nấm Psilocybe hispanica đã được sử dụng trong các nghi lễ tôn giáo cách đây 6.000 năm, và nghệ thuật tại các hang động Tassili ở miền nam Algeria từ từ 7,000 to 9,000 năm trước có thể đã mô tả loài Psilocbe.

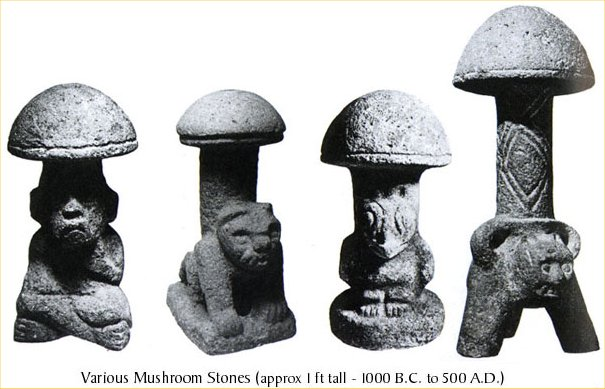
Nấm thời tiền Columbia

Các loài gây ảo giác thuộc chi Psilocybe có lịch sử sử dụng giữa các dân tộc bản địa của Mesoamerica để hiệp thông tôn giáo, bói toán và chữa bệnh, từ thời tiền Columbus cho đến ngày nay. Đá và họa tiết về các loại nấm này đã được tìm thấy ở Guatemala. Một bức tượng có niên đại từ khoảng năm 200  và mô tả một loại nấm rất giống với Psilocybe mexicana đã được tìm thấy trong một ngôi mộ đứng phía tây Mexico ở bang Colima. Loài Psilocybe được người Aztec biết đến như teōnanācatl (nghĩa là "nấm thần linh" - trong tiếng Nahuatl) và được báo cáo đã được sử dụng tại lễ đăng quang của Aztec cai trị Moctezuma II năm 1502. Người Aztec và Mazatecs gọi nấm psilocybin là nấm thiên tài, nấm bói toán và nấm kỳ diệu, khi được dịch sang tiếng Anh. Bernardino de Sahagún đã tường thuật việc sử dụng nấm teonanácatl theo nghi thức của người Aztec, khi ông đi du lịch đến Trung Mỹ sau chuyến thám hiểm của Hernán Cortés.

## Sách tham khảo
- Allen, J.W. (1997). Magic Mushrooms of the Pacific Northwest. Seattle: Raver Books and John W. Allen. ISBN 978-1-58214-026-1.
- Ballesteros, S.; Ramón, M.F.; Iturralde, M.J.; Martínez-Arrieta, R. (2006). "Natural Sources of Drugs of Abuse: Magic Mushrooms". Trong Cole, S.M. (biên tập). New Research on Street Drugs. Nova Science Publishers. ISBN 978-1594549618.
- Estrada, A. (1981). Maria Sabina: Her Life and Chants. Ross Erikson. ISBN 978-0915520329.
- Haze, Virginia & Dr. K. Mandrake, PhD. The Psilocybin Mushroom Bible: The Definitive Guide to Growing and Using Magic Mushrooms. Green Candy Press: Toronto, Canada, 2016. ISBN 978-1937866-28-0. www.greencandypress.com.
- Högberg, O. (2003). Flugsvampen och människan (bằng tiếng Thụy Điển). ISBN 978-91-7203-555-3.
- Kuhn, C.; Swartzwelder, S; Wilson, W. (2003). Buzzed: The Straight Facts about the Most Used and Abused Drugs from Alcohol to Ecstasy. New York: W.W. Norton & Company. ISBN 978-0-393-32493-8.
- Letcher, A. (2006). Shroom: A Cultural History of the Magic Mushroom. London: Faber and Faber. ISBN 978-0571227709.
- McKenna, T. (1993). Food of the Gods. Bantam. ISBN 978-0553371307.
- Nicholas, L.G.; Ogame, K. (2006). Psilocybin Mushroom Handbook: Easy Indoor and Outdoor Cultivation. Quick American Archives. ISBN 978-0-932551-71-9.
- Stamets, P. (1993). Growing Gourmet and Medicinal Mushrooms. Berkeley: Ten Speed Press. ISBN 978-1-58008-175-7.
- Stamets, P.; Chilton, J.S. (1983). The Mushroom Cultivator. Olympia: Agarikon Press. ISBN 978-0-9610798-0-2.
- Stamets, P. (1996). Psilocybin Mushrooms of the World. Berkeley: Ten Speed Press. ISBN 978-0-9610798-0-2.
- Wasson, G.R. (1980). The Wondrous Mushroom: Mycolatry in Mesoamerica. McGraw-Hill. ISBN 978-0-07-068443-0.
- Wurst, M.; Kysilka, R.; Flieger, M. (2002). "Psychoactive tryptamines from Basidiomycetes". Folia Microbiologica. Quyển 47 số 1. tr. 3–27. doi:10.1007/BF02818560. PMID 11980266.